# Монастырь Комоговина
Монастырь Комоговина (серб. Манастир Комоговина) — монастырь Сербской православной церкви в районе Бания на территории современной Хорватии. Находился близ одноимённого села между городами Костайница и Петринья. 

## История
Монастырь Комоговина близ одноимённого села основали монахи разрушенного монастыря Моштаница, который был уничтожен в ходе боевых действий в этом районе. Монастырь был основан в 1693 году по договору с митрополитом Афанасием Любоевичем, который профинансировал его постройку. Келии и церковь были построены из дерева. Около 1728 года была воздвигнута новая церковь Вознесения Господня, рядом с которой старая церковь стояла как часовня. В начале XVIII века игумен Феодор находился в России и оттуда привёз богослужебные книги, различные книги и некоторое количество денег, что помогло развитию монастыря. 
Крайне отрицательно на нём сказался бунт местных сербов в 1751 году, вызванный религиозными и культурными притеснениям со стороны австрийских властей. Центром бунта, возглавляемого Феодором Киюком, стал монастырь, где собрались силы восставших. Они отправили петицию командованию Вараждинского генералата, в которой описали чинимые над ними произвол и притеснения, однако военное командование предпочло силой уничтожить бунт, послав на монастырь отряд в 6 000 штыков. Вскоре Киюк и его секретарь священник Трбухович были схвачены и бунт угас. Однако монастырь оказался в тяжёлой ситуации, многие монахи его покинули.
Во второй половине XVIII века в монастыре проживали 7 иеромонахов, 1 иеродиакон и 4 монаха. Также в монастыре жили и 7 монахинь. Все они жили в довольно сложных условиях. В 1773 году было постановлено разрушить кельи монахинь, а их самих переселить в парохийские дома, где условия были несколько лучше. По решению австрийских властей монастырь был закрыт, хотя этому противилось православное духовенство. Вскоре в монастыре были разрушены все здания, а церковь стала парохийской. Несмотря на своё недолгое существование, монастырь сыграл значительную роль в духовной и просветительской деятельности сербов на Бании. Память о монастыре сохранялась среди сербского населения Бании вплоть до Второй мировой войны, когда большую его часть убили или изгнали хорватские усташи.